# Unač
Unač este un sat din comuna Plužine, Muntenegru. Conform datelor de la recensământul din 2003, localitatea are 43 de locuitori (la recensământul din 1991 erau 82 de locuitori).

## Demografie
În satul Unač locuiesc 43 de persoane adulte, iar vârsta medie a populației este de 54,1 de ani (48,5 la bărbați și 59,5 la femei). În localitate sunt 18 gospodării, iar numărul mediu de membri în gospodărie este de 2,39.
Această localitate este populată majoritar de sârbi (conform recensământului din 2003).
|  |

| Demografie | Demografie | Demografie |
| An         | Locuitori  | Locuitori  |
| ---------- | ---------- | ---------- |
|            |            |            |
|            |            |            |
|            |            |            |
|            |            |            |
| 1948       | 298        |            |
| 1953       | 322        |            |
| 1961       | 235        |            |
| 1971       | 202        |            |
| 1981       | 124        |            |
| 1991       | 82         | 82         |
| 2003       | 43         | 43         |

| \| Componența etnică conform recensământului din 2003[2] \| Componența etnică conform recensământului din 2003[2] \| Componența etnică conform recensământului din 2003[2] \| Componența etnică conform recensământului din 2003[2] \| Componența etnică conform recensământului din 2003[2] \| \| ----------------------------------------------------- \| ----------------------------------------------------- \| ----------------------------------------------------- \| ----------------------------------------------------- \| ----------------------------------------------------- \| \| \| \| \| \| \| \| Sârbi \| Sârbi \| \| 33 \| 76,74% \| \| Muntenegreni \| Muntenegreni \| \| 10 \| 23,25% \| \| necunoscută \| necunoscută \| \| 0 \| 0% \| |              |  |    |        |
| Componența etnică conform recensământului din 2003 |              |  |    |        |
| |              |  |    |        |
| Sârbi | Sârbi        |  | 33 | 76,74% |
| Muntenegreni | Muntenegreni |  | 10 | 23,25% |
| necunoscută | necunoscută  |  | 0  | 0%     |